# Сен-Мартен-де-Ре (кантон)
Сен-Мартен-де-Ре (фр. Saint-Martin-de-Ré) — кантон во Франции, находится в регионе Пуату — Шаранта. Департамент кантона — Шаранта Приморская. Входит в состав округа Ла-Рошель. Население кантона на 2006 год составляло 13 021 человек.
Код INSEE кантона 1730. Всего в кантон Сен-Мартен-де-Ре входят 5 коммун, из них главной коммуной является Сен-Мартен-де-Ре.

## Коммуны кантона
- Ла-Флот — население 2907 чел.
- Ле-Буа-Плаж-ан-Ре — население 2293 чел.
- Ривду-Плаж — население 2197 чел.
- Сент-Мари-де-Ре — население 3027 чел.
- Сен-Мартен-де-Ре — население 2597 чел.